# Comuna Nastașka, Rokîtne
Nastașka (în ucraineană Насташка) este o comună în raionul Rokîtne, regiunea Kiev, Ucraina, formată din satele Kolesnîkove și Nastașka (reședința).

## Demografie
Componența lingvistică a comunei Nastașka
     Ucraineană (99,01%)
     Alte limbi (0,95%)
Conform recensământului din 2001, majoritatea populației comunei Nastașka era vorbitoare de ucraineană (99,01%), existând în minoritate și vorbitori de alte limbi.